# Pedaria hanae
Pedaria hanae är en skalbaggsart som beskrevs av Vladimir Balthasar 1963. Pedaria hanae ingår i släktet Pedaria och familjen bladhorningar. Inga underarter finns listade i Catalogue of Life.